# SN 2002jd
SN 2002jd – supernowa typu Ia odkryta 11 listopada 2002 roku w galaktyce A002838+0040. W momencie odkrycia miała maksymalną jasność 22,00m.